# Kethi Carastergiou
Kethi Carastergiou (* 7. Mai 1960) ist eine ehemalige türkische Fußballspielerin.

## Karriere

### Vereine
Carastergiou gehörte dem KBC Duisburg von 1979 bis 1983 an, für den sie als Mittelfeldspielerin das am 8. Mai 1983 im Frankfurter Stadion am Bornheimer Hang mit 3:0 gewonnene Finale um den DFB-Pokal gegen den FSV Frankfurt bestritt und den Treffer zum Endstand in der 68. Minute per Handelfmeter erzielte. 1983 wechselte sie ablösefrei zum GSV Moers, für den sie im Verlauf ihrer Karriere, das Traineramt der B-Juniorinnen übernahm.

### Auswahlmannschaft
Des Weiteren gewann sie als Spielerin der Auswahlmannschaft des Fußballverbandes Niederrhein das am 9. Mai 1982 in Düsseldorf ausgetragene Finale um den Länderpokal, der gegen die Auswahlmannschaft des Fußballverbandes Mittelrhein mit dem 2:0-Sieg errungen wurde. Diesen Titel gewann sie erneut am 21. April 1985 in Krefeld mit dem 2:0-Sieg über die Auswahlmannschaft des Fußballverbandes Rheinland und am 13. April 1986 in Siegen mit dem 1:0-Sieg über die Auswahlmannschaft des Fußball- und Leichtathletik-Verbandes Westfalen.

## Erfolge
- DFB-Pokal-Sieger 1983
- Finalist Deutsche Meisterschaft 1980
- Länderpokal-Sieger 1982, 1985, 1986